# Stefan Grodzicki (snycerz)
Stefan Grodzicki (zm. w połowie września 1773 w Przemyślu) – lwowski snycerz i rzeźbiarz narodowości rusińskiej, współpracownik braci Polejowskich. Został pozwany do sądu przez cech stolarzy przemyskich, oskarżający go o podbieranie zleceń stolarzom, do których kontraktowania nie miał uprawień jako rzeźbiarz.
Jego żoną była rzymskokatoliczka Katarzyna Świerczyńska; ślub odbył się 26 września 1766, świadkowie – Antoni Sztyl, złotnicy Ormianie Jakub Antonowicz i Jan Łukasiewicz. 4 marca 1768 we Lwowie została ochrzczona ich córka Tekla Marianna (świadkowie – malarz Mathias Müller oraz Barbara Polejowska, żona rzeźbiarza Macieja Polejowskiego).
Zmarł w połowie września 1773 w Przemyślu.

## Prace
- ołtarz św. Tekli w kościele Karmelitów bosych w Przemyślu ok. 1770, oprócz dekoracji rzeźbiarskiej tego ołtarza (Józef Frazik przypisywał mu wszystkie sześć ołtarzy w kościele, figury z ołtarza głównego oraz ambonę i antependia; Katarzyna Rzehak przypisywała mu antependium z męczeństwem św. Tekli).
- nieokreślone prace dla jezuitów w Przemyślu we wrześniu 1773.